# Dictyonella pelligera
Dictyonella pelligera är en svampdjursart som först beskrevs av Schmidt 1862.  Dictyonella pelligera ingår i släktet Dictyonella och familjen Dictyonellidae. Inga underarter finns listade i Catalogue of Life.